# Idham Chalid
Idham Chalid né le 27 août 1921 à Banjarmasin et mort le 11 juillet 2010 à Jakarta, est un homme politique indonésien.,

## Biographie
Il a été président de l'Assemblée délibérative du peuple et président du Conseil représentatif du peuple de 1972 à 1977. Il a également été un dirigeant éminent du Nahdlatul Ulama (NU) et dirigeant du Parti uni du développement (PPP), de 1956 à 1984.
En 1957, il reçoit un doctorat honoris causa de l'université al-Azhar. 
Il a été nommé Héros national d'Indonésie, avec 6 autres personnalités, sur la base du décret présidentiel n° 113/TK/Tahun 2011 du 7 novembre 2011. Le 19 décembre 2016, il a été immortalisé dans la nouvelle refonte. de Rp. 5.000, nouveau billet de roupie.